# Cube
Cube és una pel·lícula de ciència-ficció canadenca dirigida per Vincenzo Natali, estrenada el 1997. Ha estat doblada al català.

## Argument
Un grup de persones, sense saber per què, es troba tancat en una presó surrealista, un laberint sense fi constituït de peces cúbiques comunicades i equipades amb trampes mortals. El policia, l'arquitecte, l'estudiant de matemàtiques, la psiquiatra, l'expert en evasió i l'autista captius no saben més que una sola cosa: cadascun posseeix un do particular que, combinat als altres, els pot ajudar a evadir-se. A mesura que la por creix, els conflictes personals i les lluites de poder s'amplien. Els caldria tanmateix aconseguir associar-se per escapar d'una mort segura.
A còpia de provar descobreixen que les trampes s'activen segons sensors (so, moviment), que els cubs roten i que estan numerats. La seqüència per sortir del laberint es basa en la combinació de diverses potències de nombres primers que indiquen quines habitacions són segures i quin recorregut cal seguir per trobar el pont o peça final. Però en aquest procés se succeeixen les morts. Primer mor l'antic convicte i la seva desgràcia revela que la mort pot ser per àcids químics. El policia, que resulta ser una persona molt violenta, assassina la psiquiatra quan ella el qüestiona i posteriorment intenta agredir sexualment la jove després que ella rebutgi abandonar el grup amb ell. L'arquitecte intenta llavors matar el policia i corren els tres que queden. Però just abans de l'habitació final, el policia reapareix, ataca l'arquitecte i apunyala la noia. En el moment que es dirigeix cap al darrer integrant, l'arquitecte moribund l'agafa i fa que quedi esquarterat quan les habitacions giren. De manera que només el noi autista se salva, sortint cap a la llum exterior.

## Repartiment
- David Hewlett: David Worth, enginyer d'estructures
- Julian Richings: Alderson, la primera victima
- Maurice Dean Wint: Quentin, policia
- Nicole de Boer: Joan Leaven, estudiant de matemàtiques
- Nicky Guadagni: Dr. Helen Holloway, metge
- Andrew Miller: Kazan, autista i ordinador humà
- Wayne Robson: Rennes, expert en evasions

## Al voltant de la pel·lícula
- Els personatges porten el nom de centres penitenciaris:
  - Quentin (policia): la Presó d'Estat de San Quentin al Comtat de Marin, Califòrnia
  - Holloway (metge): la presó Holloway a Londres
  - Kazan (autista): la presó de Kazan a Rússia
  - Rennes (atracador): la presó de Rennes a França
  - Alderson: el Alderson Federal Prison Camp a Alderson, West Virginia
  - Leaven (estudiant de matemàtiques) i Worth (arquitecte): el centre penitenciari de Leavenworth a Leavenworth, Kansas

- La pel·lícula ha estat objecte de dues continuacions: Cube²: Hiyercube, dirigida per Andrzej Sekula, i Cube Zero, de Ernie Barbarash

## Metàfores
Es pot considerar la pel·lícula Cube com un gènere de metàfora del condicionament dels éssers humans a la societat.
Cadascun dels personatges té una funció definida considerada ajuda per resoldre l'enigma, però els presoners del cub no s'adonen i es divideixen en lloc d'unir-se amb l'objectiu de trobar la sortida.
De les sis víctimes, només dues són mortes pel Cub, les altres es maten o es deixen morir.
Alguns diàlegs de la pel·lícula giren igualment en aquest sentit:
- Si se separen bé els sectors d'activitat, la mà esquerra ignora el que fa la mà dreta, i ningú no troba mai el cervell.
- És una mica difícil d'admetre, però no hi ha conspiració, tampoc cervell demoníac. Es tracta d'un error.
- Ha de tenir present el que té davant seu. El verdader desafiament és aconseguir salvar-vos de vosaltres mateixos.
- Penso que ens hem de formular les verdaderes preguntes: Què vol i què pensa ?
- -No hi ha res pel que em deleixi d'anar fora.  \ -  Que hi ha fora ?  \ - Una bestiesa humana il·limitada.

## Premis i nominacions
- Festival Internacional de Cinema de Toronto 1997: Premi al millor Primer Film Canadenc
- Festival de Gérardmer Fantastic'Arts 1999: Premi de la Crítica i Premi del Públic

## Possibilitats didàctiques
La part matemàtica d'aquesta pel·lícula va ser desenvolupada pel professor David Pravica Arxivat 2016-10-26 a Wayback Machine.. Tots els raonaments són consistents pel que poden ser usats amb finalitats didàctiques.
Un bon exemple d'ús d'aquesta pel·lícula en l'ensenyament com a objecte d'aprenentatge es pot consultar en els articles (Proyecto cube: una introducción a la geometría tridimensional Arxivat 2016-10-26 a Wayback Machine. y La estructura de cube para 2º de la ESO) de la professora Elena Thibaut.